# NGC 1685
NGC 1685 في الفهرس العام الجديد، هي مجرة، تقع في كوكبة الجبار. اكتشفت في يناير 1850 بواسطة ويليام بارسونز.

## روابط خارجية
- NGC 1685 على موقع ويكي سكاي: DSS2, SDSS, GALEX, IRAS, Hydrogen α, X-Ray, Astrophoto, Sky Map, Articles and images